# Dainius Kreivys
Dainius Kreivys (ur. 8 kwietnia 1970 w Janowie) – litewski analityk gospodarczy, poseł na Sejm Republiki Litewskiej, w latach 2008–2011 minister gospodarki, od 2020 do 2024 minister energetyki.

## Życiorys
W 1996 ukończył studia w zakresie historii na Wileńskim Uniwersytecie Pedagogicznym. Od 2006 do 2008 kształcił się w Bałtyckim Instytucie Zarządzania, gdzie obronił pracę magisterską poświęconą kryzysowi walutowemu w kontekście perspektywy stabilizacji lita.
W latach 1995–1998 pracował w przedsiębiorstwach handlu detalicznego. Od 1996 do 2003 był dyrektorem i członkiem zarządu spółki akcyjnej Specializuota komplektavimo valdyba. Od 1998 był również przewodniczącym zarządu spółki Baldenis, a od 2005 także firmy Saldo partneriai. W 2008 stał na czele spółki akcyjnej Silikatas.
W 2002 został członkiem Związku Ojczyzny. Z jego ramienia kandydował w wyborach samorządowych w 2007. W listopadzie 2008 na krótko objął mandat radnego Wilna, z którego zrezygnował 9 grudnia tego samego roku. Uzyskał w tymże dniu nominację na ministra gospodarki Republiki Litewskiej w rządzie Andriusa Kubiliusa. W marcu 2011 złożył dymisję z zajmowanego stanowiska, kończąc urzędowanie w tym samym miesiącu.
W wyborach parlamentarnych w 2012 uzyskał mandat posła na Sejm Republiki Litewskiej z ramienia Związku Ojczyzny. W 2016, 2020 i 2024 z powodzeniem ubiegał się o reelekcję.
11 grudnia 2020 objął urząd ministra energetyki w nowo powołanym gabinecie Ingridy Šimonytė. Stanowisko to zajmował do 12 grudnia 2024.

## Życie prywatne
Żonaty; jego żona Dalia podjęła pracę jako urzędnik w resorcie spraw zagranicznych. Mają syna Daumantasa.

## Odznaczenia
- Order Księcia Jarosława Mądrego III klasy (Ukraina, 2023)[7]